# جيل تورنر
جيل تورنر (بالإنجليزية: Gil Turner)‏ هو فنان قصص مصورة ورسام رسوم متحركة أمريكي، ولد في 11 سبتمبر 1913 في ميلواكي في الولايات المتحدة، وتوفي في 19 مارس 1967 في لوس أنجلوس في الولايات المتحدة.

## وصلات خارجية
- جيل تورنر على موقع IMDb (الإنجليزية)
- جيل تورنر على موقع قاعدة بيانات الفيلم (الإنجليزية)